# Covid-19 chez l'enfant
Cet article concerne la Covid-19 chez le jeune enfant (transmission, diagnostic, traitement...). Pour la pandémie à coronavirus de 2019-2020, voir Pandémie de Covid-19. Pour la description de la maladie elle-même, voir maladie à coronavirus 2019. Pour le coronavirus en cause, voir SARS-CoV-2.
Wikipédia ne donne pas de conseils médicaux ou sanitaires. Cet article est susceptible de contenir des informations obsolètes ou inexactes. Seul un professionnel de la santé est apte à vous fournir un avis médical, et seules les autorités sanitaires de votre pays sont compétentes pour donner des consignes de santé publique relatives à la pandémie de Covid-19.
 (28 mars 2021).
 Mise en garde médicale
Le présent article traite de l'infection par le virus SARS-CoV-2, mais spécifiquement chez le jeune enfant.
Fin avril 2020, les aspects cliniques et épidémiologiques (prévalence, modes de transmission…) de cette nouvelle infection à coronavirus ne sont pas encore stabilisés en médecine périnatale (et plus généralement en pédiatrie). Les incertitudes actuelles s'expliquent par le caractère émergent de cette maladie, par les aléas du recueil de données cliniques et épidémiologiques en fonction des pays, mais aussi par la disponibilité, la sensibilité et la spécificité des tests de diagnostic. Si l'attention de la communauté médicale a surtout été portée dans le contexte de l'urgence sanitaire mondiale sur les cas graves (les adultes avec facteurs de risque (comorbidité), et les personnes âgées essentiellement), la médecine périnatale a encore besoin de données virologiques, épidémiologiques et cliniques, pour confirmer ou infirmer les premières observations de terrain. Selon une étude rétrospective chinoise de la transmission du virus entre 391 sujets et 1 286 proches de ces personnes (publiée le 27 avril 2020) « les enfants courent un risque d'infection similaire à la population générale, bien que moins susceptibles de présenter des symptômes graves ; ils doivent donc être pris en compte dans les analyses de transmission et de contrôle ».
Néanmoins, quelques spécificités « pédiatriques » font consensus pour la Covid-19 :
- les formes pédiatriques de la maladie sont le plus souvent familiales[2], modérées (fièvre, toux, asthénie), voire asymptomatiques. L'enfant semble notamment échapper au risque de choc cytokinique ;
- la partie inférieure de l'arbre respiratoire semble moins vulnérable chez l'enfant que chez l'adulte. L'hypothèse selon laquelle l'ACE2 (récepteur cellulaire porte d'entrée du virus dans les tissus respiratoires) pourrait avoir chez l'enfant une maturité et/ou des fonctions (ex. : fonction de récepteur) moins développées que chez l'adulte[3],[4],[5], ne fait pas consensus ;
- les formes atypiques non respiratoires semblent fréquentes. Ainsi, l'inflammation intestinale semble proportionnellement plus fréquente chez l'enfant que chez l'adulte[6] (elle existe aussi chez l'adulte)[7]. L'excrétion virale prolongée dans les fèces, qui chez l'enfant dure une semaine ou deux (voire plus) après la disparition des symptômes et même après disparition du virus dans la sphère ORL, pourrait avoir une grande importance épidémiologique[8] (ce point doit être confirmé, car la présence d'ARN détecté par RT‐PCR peut aussi bien traduire la présence de virus infectieux, que de restes de génomes de virus inactivés par le système immunitaire). Les cas graves sont rares, mais leur analyse a montré que les enfants infectés par le SARS-CoV-2 devraient « être étroitement surveillés afin de reconnaître l'atteinte cardiaque et de prévenir une évolution grave et critique de la maladie »[9].

## Rappel du contexte
Fin décembre 2019 la Chine a alerté l'Organisation mondiale de la santé en signalant plusieurs cas de pneumonies atypiques en Chine (dans la province du Hubei dont Wuhan est la capitale) ; un nouveau virus, de la famille des coronavirus, est alors identifié comme responsable de ces pathologies (qui seront baptisées Covid-19). Le virus a été nommé SARS-CoV-2. Rapidement l'infection virale est responsable d'une épidémie en Chine, puis d'une pandémie.
Une étude transversale multicentrique (10 hôpitaux de la province du Hubei) a porté sur 25 cas pédiatriques (âge médian de 3 ans) confirmés en étudiant leurs aspects démographiques, épidémiologique et de santé (maladies sous-jacentes, manifestations cliniques, données de laboratoire et radiologiques, traitements et résultats). Le ratio garçons/filles était de 1,27 pour 1. Les cas de Covid-19 se répartissaient comme suit en fonction de l'âge : moins de 3 ans : 10 cas, soit 40 % des 25 cas d'étude ; 3-6 ans : 6 cas, soit 24 % du total ; 6 ans et plus : 9 cas, soit 36 %. Les premiers symptômes étaient la fièvre (dans 52 % des cas) et une toux sèche (44 % des cas). Les scanners thoraciques étaient normaux dans 8 cas (33,3 %), présentaient une atteinte d'un seul poumon dans 5 cas (20,8 %) et une atteinte bilatérale dans 11 cas (45,8 %). Cliniquement, 8 enfants présentaient une infection des voies respiratoires supérieures, 15 présentaient une pneumonie légère et deux (8 %) étaient des cas critiques traités par ventilation mécanique invasive, corticostéroïdes et immunoglobulines. Vingt-quatre de ces enfants (96 %) ont vu leurs symptômes s'améliorer, et l'un est mort. Les enfants de moins de 3 ans constituaient la majeure partie des cas critiques et/ou ont impliqué plus d'attention à l'hôpital et lors des soins à domicile.

## Enjeux
L'infection (Covid-19) chez la femme enceinte, chez le nouveau-né puis chez le jeune enfant a des conséquences directes en termes de morbidité et mortalité, pour le patient, mais aussi pour son entourage (les parents, la fratrie), ainsi que pour les agents de santé impliqués dans le suivi de la grossesse, lors de l'accouchement puis pendant toute la période néonatale : médecin de famille, sage-femme, obstétricien, anesthésiste, pédiatre, néonatologiste, infirmière, thérapeutes respiratoires, etc. Comprendre la place de l'enfant dans la chaîne de transmission de la maladie, et le soigner au mieux comptent parmi les enjeux de santé publique et pédiatriques posés par cette maladie et par les questions d'ouverture/fermeture de crèches et d'écoles.

## Prévalence de l'infection à Covid-19 chez les nouveau-nés et les enfants

### Quelles sont les premières données (historique)?
Dès le début de l'année 2020 en Chine, les premières observations pédiatriques sont décrites par les médecins en Chine. Peu d'informations sont disponibles. Il apparait très tôt que — comme dans le cas du SARS-CoV-1 et du MERS —, les enfants semblent, sauf rares exceptions, développer des formes bénignes de Covid-19, ce qui ne les empêche pas de participer à la propagation du virus, mais dans une mesure encore mal estimée.
- Le premier enfant infecté par l'infection à Covid-19 est décrit à Shenzhen le 20 janvier 2020[13] (plus de 15 ans plus tôt, lors de l'épidémie de SRAS, un enfant était décédé ; âgé de 10 ans, 2 mois après avoir eu une hépatite sévère, il avait été suivi par un médecin ayant été en contact avec des patients atteints de SARS et était mort 71 heures après son transfert en unité de soins intensifs ; il avait d'abord eu un rhume et de la fièvre, avant que son état se dégrade en justifiant une hospitalisation[14]) ;
- Au début de l'épidémie, les enfants représentaient de 2 à 3 % des cas détectés. Sur 102 cas confirmés à Zhengzhou dans le Henan au 5 février 2020, 3 enfants étaient diagnostiqués, dont le plus jeune avait 4 ans[15] ; début février, Jianhui Wang, néonatalogiste à l'hôpital universitaire pour enfant de Chongqing, cite le plus jeune enfant testé positif dans une cohorte d'une centaine de cas pédiatriques : il l'a été 30 heures après sa naissance. Au 6 février, 230 cas au moins étaient repérés en Chine, dont 19 chez des enfants âgés de moins de 18 ans[13].
- La contagion se fait majoritairement via des proches (ex. : pour 28 patients âgés de 1 mois à 17 ans, étudiés par Shen & Yang (publication du 5 février 2020) « tous étaient des clusters familiaux ou avec un historique de contacts étroits » avec un malade[16]).
- Selon la première grande étude (1er avril 2020, statistiquement basée sur 2 143 cas pédiatriques signalés au CDC chinois entre le 16 janvier et le 8 février, dont 731 cas soit 34,1 %, ont été confirmés en laboratoire), chez ces enfant les cas étaient à plus de 90 % « asymptomatiques, légers ou modérés »[17]. Le nombre de cas pédiatriques a rapidement augmenté au début de l'épidémie, puis a diminué de manière régulière[17]. « Plus d'enfants ont été infectés dans la province du Hubei que dans toute autre province »[17]. Cette étude n'a pas cherché à mesurer le R0 pédiatrique, c'est-à-dire dans quelle mesure des enfants pouvaient contaminer d'autres enfants. Elle contient un biais lié aux cas suspectés (on ignore dans quelle mesure le diagnostic différentiel a été fait)[18].
- Mi-mars, les cas pédiatriques semblaient encore peu fréquents en Chine, mais il n'y a pas eu de screening général d'un échantillon représentatif de la population générale. Après le début de la mise en place de mesures barrières, seuls 1% environ des cas étaient des enfants de moins de 10 ans sur 72 314 cas identifiés par les CDC chinois[19].
- Les données italiennes confirment la rareté des cas hospitalisés : 8 cas ont été confirmés sur les 650 premiers malades du Covid-19 en Italie, mais il faut aussi tenir compte de la faible natalité en Italie[20].
- Depuis mars 2020, l'ensemble des publications pédiatriques internationales converge vers un nombre modeste d'enfants Covid-19 : 1 % à 3 % des patients contaminés sont âgés de moins de 19 ans. Jusqu'en avril 2020, le nombre d'enfants hospitalisés pour Covid-19 étant faible, les observations scientifiquement validées sont rares, en France comme dans le reste du monde. Quant aux rares décès d'enfants, ceux-ci demandent une étude détaillée des facteurs de co-morbidité.

#### Données sur des clusters d'enfants
Selon les premières observations médicales, la sévérité de la Covid-19, son occurrence et sa contagiosité semblaient moindre chez le nourrisson, l'enfant et l'adolescent,,. Quand les tests sont devenus plus disponibles, la place des enfants dans la chaîne épidémiologique a commencé à se préciser. Ainsi, à titre d'exemples :
- Concernant les nourrissons et jeunes enfants, au Japon, dans un centre d'accueil d'orphelins et d'enfants victimes d'abus ou de négligence, huit bébés et jeunes enfants pensionnaires ont été trouvés porteurs du virus. Ce dépistage avait été lancé après qu'un membre du personnel ait été diagnostiqué atteint de Covid-19 ; les 21 autres pensionnaires ont été testés négatifs et mis sous observation[24].
- Concernant les grands adolescents, la première grande étude de cluster scolaire a été faite en France, dans l'Oise en Hauts-de-France). À la suite de la mort d'un enseignant du lycée de Crépy-en-Valois (premier français mort, le 25 février, de la Covid-19), une étude, épidémiologique et sérologique, a été décidée. Elle s'est déroulée du 30 mars au 4 avril auprès de volontaires lycéens et de leurs contacts proches. 661 personnes y ont participé (élèves, professeurs et familles). L'âge moyen des participants était de 37 ans (de 16 à 47 ans) et 38 % étaient de sexe masculin. Les tests de détection du virus, et les tests de détection d'anticorps ont montré que 26 % des sujets avaient été infectés en probablement 8 semaines. Les lycéens et leurs enseignants étaient les plus touchés (38 % des élèves infectés en 8 semaines, et 43 % des enseignants ; avec une dizaine d'hospitalisations, soit 5,3 % des malades du groupe étudié) ; l'âge médian des sujets hospitalisés (49 ans) était plus élevé que celui des sujets non-hospitalisés du groupe infecté (17,7 ans). Les sujets les plus « contaminants » avaient entre 15 et 17 ans (sans différence notable entre fille et garçon). Dans les familles d'élèves, la contamination était moindre (10 % environ que dans le lycée). 17 % des personnes ayant développé des anticorps n'ont jamais présenté de symptôme. 
 Les auteurs notent que les troubles de l’odorat et du goût étaient très prédicteurs de l'infection, et que les filles et les fumeurs étaient proportionnellement significativement moins touchés (7,2 % des fumeurs présentaient des anticorps contre 28 % des non-fumeurs). « Le virus a beaucoup circulé dans le lycée et la fermeture pour les vacances scolaires a eu un impact très fort : la transmission s'est arrêtée et le confinement au 1er mars à Crépy a mis fin à l'épidémie », a expliqué Arnaud Fontanet de l'Institut Pasteur ; les taux d'attaque observés (plus élevés dans l'école qu'à la maison) laissent penser que l'immunité collective ne se fera que lentement, d'autant qu'ailleurs en France de vastes zones du pays sont encore « naïves » face au virus, note Arnaud Fontanet. En moyenne, à la maison, les parents ont été à peu près autant infectés par les lycéens (11,4 %) que l'a été la fratrie (10,2 %), taux comparables aux taux de 15 % signalés par une étude de ce type faite à Shenzhen en Chine et prépubliée le 4 mars sur MedRxiv[25]. Selon les auteurs, dans ce cas (celui d'un lycée) « l'impact de la fermeture des écoles sur la dynamique épidémique est particulièrement frappant », les élèves ont autant que les enseignants contribué à la contagion vers l'extérieur du lycée, confirmant l'étude islandaise qui avait montré que les adolescents (10-19 ans) sont aussi vecteurs de la maladie que les adultes (dans le groupe testé)[26]. Les auteurs précisent qu'une analyse rétrospective d'anticorps anti-SARS-CoV-2 dans les banques de sang dont les donneurs habitaient dans ce secteur a montré que 3 % des donneurs de sang avaient été déjà infectés par le virus.

### Une contaminationin uteroest-elle possible?
Ce mode de contamination semble très rare.
Historique :

En Chine, une étude publiée le 26 mars 2020 dans JAMA Pediatrics recense 33 femmes chinoises enceintes infectées par la Covid-19 suivies à l'hôpital pour enfants de Wuhan. Une insuffisance respiratoire a été diagnostiquée chez 4 des 33 nouveau-nés, mais l'étiologie n'a pas été précisée (les détresses respiratoires constituent l'un des chapitres les plus importants en pathologie néonatale). Trois bébés (garçons) ont été mis au monde par césarienne dans des conditions de contrôle et de prévention des infections particulièrement poussées. Ces trois nouveau-nés ont été testés positifs dès le lendemain de leur naissance.
- Cas no 1. Naissance à 40 semaines d'aménorrhée, césarienne pour liquide amniotique méconial et mère atteinte d'une pneumonie. Le lendemain, le nouveau-né était léthargique, fébrile et présentait une pneumonie : « Les prélèvements nasopharyngés et anaux étaient positifs pour le SARS-CoV-2 aux jours 2 et 4 de la vie du bébé et négatifs au jour 6[27]. » ;
- Cas no 2. Naissance à 40 semaines + 4 jours par césarienne pour les mêmes indications que le cas précédent. Il a présenté les mêmes symptômes et une pneumonie, associé à des vomissements et une leucocytose, une lymphocytopénie et un taux élevé de créatine kinase. « Les prélèvements nasopharyngés et anaux étaient positifs pour le SARS-CoV-2 aux jours 2 et 4 de la vie et négatifs au jour 6 » ;
- Cas no 3[27]. Naissance prématurée à 31 semaines, césarienne décidée à la suite d'une souffrance fœtale (anoxie) alors que la mère était hospitalisée pour une pneumonie due à la Covid-19. La radio thoracique a confirmé une pneumonie, guérie au 14e jour de vie après une ventilation non invasive, et un traitement par caféine et antibiotiques.

Selon les auteurs, les trois enfants ont rapidement guéri, sans traitement intensif. Ils pensent que le SARS-CoV-2 isolé dans l'anus et les voies respiratoires supérieures de ces 3 nouveau-nés semble d'origine maternelle, hypothèse qui a soulevé de nombreuses discussions, notamment parce que les tests n'ont été faits qu'au lendemain de la naissance.
En Grande-Bretagne, un nouveau-né a été testé positif au Covid-19 l’hôpital North Middlesex, près de Londres. Mais ce bébé pourrait avoir été infecté après sa venue au monde.
Au Pérou, un enfant a été — selon les autorités péruviennes de santé — testé positif à la naissance le 15 avril 2020, dans un hôpital du département de San Martin. Dans ce cas, la mère était totalement asymptomatique.
Le 18 avril 2020, l'Am. J. Perinatology (Dr Vivanti) rapporte le cas d'un nouveau-né dont le prélèvement PCR nasopharyngé était positif à H16 alors qu'il était né par césarienne en urgence d'une mère présentant une infection Covid-19 sévère, posant la question d'une possible transmission verticale.
Cependant, le SARS-CoV-2, responsable de l'infection Covid-19 se localisant essentiellement dans les voies respiratoires, le passage trans-placentaire in utero n'a pas été confirmée à ce jour. Lors d'une naissance par voie naturelle et par césarienne, le risque de contamination mère-enfant apparaît très faible. Les contaminations des nouveau-nés semblent se faire essentiellement en période post-natale.

## Pourquoi les enfants sont-ils moins gravement affectés?
La rareté des cas pédiatriques graves ne doit pas cacher, ni faire sous-estimer, d'une part le risque de formes graves, d'autre part le nombre important d'enfants porteurs du virus, et donc susceptibles de contribuer à la contagion. Mi-avril, ce nombre n'est pas encore connu.
À ce jour, seules des hypothèses ont été formulées pour comprendre la moindre gravité des contaminations par la Covid-19 chez l'enfant.

### Les hypothèses immunitaires
L'état de veille immunitaire précoce, d'une part par les vaccinations, d'autre part par les nombreuses infections virales auxquels les enfants sont confrontés, en permanence pendant les mois d'hiver, dont les coronavirus « bénins », pourrait expliquer la réactivité des systèmes de défense qui seraient stimulés de manière favorable chez les enfants face à une agression par la Covid-19.
Concernant les formes respiratoires graves, plusieurs explications ont été proposées (mi-mars). Le système immunitaire inné de l'enfant étant encore immature, une réponse immunitaire adaptative pourrait éviter la tempête de cytokine qui induit une inflammation destructrice des bronches.
De nombreuses interrogations exigent néanmoins une grande humilité physio-pathologique. Ainsi, une étude chinoise rétrospective (du 1er avril 2020) a porté sur un panel de 2 135 cas pédiatriques de 2 à 13 ans de Covid-19, identifiés par les CDC chinois entre le 16 janvier et le 8 février 2020. Selon cette étude, les bébés de moins d'un an ont développé des symptômes plus graves (voire critiques) que les enfants plus âgés, entre 1 an et 12 ans. « Bien que les manifestations cliniques des cas de COVID-19 chez les enfants soient généralement moins graves que celles des patients adultes, les jeunes enfants, en particulier les nourrissons, sont vulnérables à l’infection ». « Plus de 90 % de tous ces patients étaient asymptomatiques, légers ou modérés. Les enfants de tous âges semblaient sensibles à la COVID-19 » sans différence significative de sexe.
Mi-mai 2020, Gary Wong (chercheur en médecine respiratoire pédiatrique à l'Université de Hong Kong) suggère que la réponse immunitaire des enfants est assez forte pour combattre le virus, tout en étant assez douce pour ne pas endommager leurs organes. L'étude de 300 personnes infectées par la Covid-19 a confirmé une moindre production de cytokines par les enfants (ce qui vaut aussi pour d'autres maladie grave), mais on ne distingue pas encore la cause de l'effet ; les adultes « sont-ils plus malades parce qu'ils ont des niveaux de cytokines plus élevés, ou ont-ils des niveaux plus élevés de cytokines parce qu'ils sont plus malades ? ».

### Le récepteur cellulaire ACE2
Une réplication moindre du virus pourrait être liée à une fonction encore imparfaite de la protéine ACE2 chez l'enfant, avec une « réponse intracellulaire induite par l'ACE2 dans les cellules épithéliales alvéolaires des enfants, inférieure à celle des adultes ».

### Des facteurs de risques encore mal connus
Les coronavirus sont souvent considérés comme bénins chez l'enfant, mais des tests réalisés pendant 9 ans chez des enfants norvégiens hospitalisés pour des infections des voies respiratoires ont détecté chez 10 % d'entre eux des manifestations plus graves de la maladie.
Certaines sous-populations d'enfants présenteraient un risque accru de maladies plus graves. Cette hypothèse s'appuie sur une étude de surveillance virale réalisée dans une unité de soins intensifs pédiatriques en Chine. Cette observation indique qu'un coronavirus était détecté chez plus d'enfants atteints de SDRA que le métapneumovirus humain. Par ailleurs, certaines co-morbidités (pathologie pulmonaire sous-jacente, immunodépression) peuvent fortement aggraver les symptômes de l'infection à Covid-19 chez l'enfant : ceci vaut pour d'autres coronavirus, communs.

### Différence entre l'enfant (plus ou moins jeune) et l'adulte
Les enfants ont des niveaux plus élevés de deux molécules: l'interleukin 17A et l'interféron gamma, mais ces niveaux décroissent avec l'âge.

## Diagnostic des formes pédiatriques de l'infection à SARS-CoV-19 (Covid-19)
Comme chez l'adulte, le diagnostic est basé sur les symptômes (voir ci-dessous), l'imagerie médicale (tomodensitométrie thoracique), sur l'historique aussi complet que possible des contacts, voyages et occasions de contamination avec le virus, et sur les outils de diagnostic disponibles (tests de laboratoires) à partir d'échantillons (écouvillonnage nasopharyngé, expectorations et sécrétion respiratoires inférieures, du sang et des selles). L'écouvillonnage nasopharyngé, test le plus courant, a cependant un taux de détection inférieur à 50 %. Il doit donc être répété. L'analyse de liquide de lavage bronchoalvéolaire détecte plus efficacement le virus, mais il est délicat à pratiquer chez l'enfant et peut accroître le risque de co-infection ou d'infection croisée

### Les arguments du diagnostic
Le SARS-CoV-2 se propage rapidement chez les nouveau-nés, les jeunes enfants et les adolescents.

#### La clinique
Les manifestations cliniques sont très diverses.
- La majorité de cas pédiatriques est probablement asymptomatique, donc de reconnaissance difficile. Dans ces situations, l'imagerie thoracique est souvent normale[13]. De même les tests sanguins sont peu perturbés (protéine C réactive normale ou temporairement dérégulée ; taux d'ALAT et enzymes myocardiques non significativement anormaux, PCT normale...) ; les fonctions cardiovasculaires, hépatique et rénale sont presque toujours normales ou peu perturbées, contrairement à ce qu'on observe chez leurs parents ou grands-parents malades[36].
- Les enfants symptomatique ne manifestent l'infection que par une respiration rapide, de la fièvre, une fatigue et une toux sèche. Plus rarement une obstruction nasale, un écoulement nasal et un mal de gorge signent une infection des voies respiratoires supérieurs, mais souvent modérée. Aucun de ces symptômes n'est spécifique. L'infection à Covid-19 mime chez l'enfant un simple rhume ou un syndrome grippal souvent léger[13].
- Certains enfants présentent néanmoins des symptômes gastro-intestinaux (gêne abdominale, maux de ventre, nausées, vomissements et diarrhées)[15]. Tous âges confondus, une méta-analyse a estimé en mars que la diarrhée touche un peu plus de 10% des malades (2% à 50% des cas selon les études)[37] avant, pendant ou après les symptômes respiratoires[37] ;
- Dès la fin février 2020, des pédiatres chinois alertent sur le fait que les enfants excrètent souvent l'ARN viral dans leurs excréments, longtemps après une apparente guérison (après disparition des symptômes, et bien après que les écouvillonnages nasopharyngés ne retrouvent plus d'ARN viral)[38]. Par exemple le premier des 10 jeunes enfants étudiés hors de Wuhan, âgé de 84 mois, n'a présenté de l’ARN viral détectable dans les fluides respiratoire que durant 12 jours après le premier diagnostic, alors qu’on en a retrouvé dans ses excréments durant 33 jours, sans qu'il ait jamais eu de diarrhées[38]. Ce fait invite à penser que s'il peine à coloniser l'ACE2 des poumons de l'enfant, pour des raisons encore non expliquées, le virus pourrait plus facilement utiliser l'ACE2 des cellules épithéliales du haut de l'œsophage ou des entérocytes absorbants de l'iléon et/ou du côlon[13]. Le 8 avril 2020, une revue d'études de D'Amico & al. conclut que « de plus en plus de preuves indiquent une possible transmission oro-fécale, indiquant la nécessité d'une modification rapide et efficace des algorithmes de dépistage et de diagnostic. Les méthodes optimales pour prévenir, gérer et traiter la diarrhée chez les patients infectés par COVID-19 font l'objet de recherches intensives »[37].
- Des formes cutanées ont été décrites : lésions rondes, rougeâtres à violacées, acrosyndromes (pseudo-engelures des extrémités), éruptions de type variable[39],[40]...
- Des formes neurologiques ont aussi été décrites : paralysie faciale, anosmie, agueusie...
- Les tableaux cliniques avec étourdissements évoluant vers une détresse respiratoire sont rares. Ils ne semblent concerner que des enfants souffrant d'une pathologie sous-jacente ou d'une malnutrition sévère. Exemples : un enfant avait été opéré d'une cardiopathie congénitale, un autre souffrait une hydronéphrose bilatérale et de calculs rénaux dans le rein gauche[13].

#### La biologie
La confirmation se fait par un test de détection du virus par PCR.
Les tests de sérologie sanguine du virus SARS-CoV-2 de la Covid-19 sont en cours de validation (en avril 2020).
Chez une minorité d'enfants et souvent de manière non significative, l'infection Covid-19 peut modifier certains paramètres biologiques :
- Le nombre total de leucocytes dans le sang périphérique (diminution) ;
- Le nombre de lymphocytes (diminution) ;
- Le nombre de plaquettes (augmentation) ;
- La protéine C réactive ;
- La vitesse de sédimentation des globules rouges (VS) ;
- La procalcitonine PCT ;
- Les enzymes hépatiques : ALAT, ASAT ;
- Les enzymes musculaires.

Au Canada, des tests par bain de bouche ont été autorisés par la Haute Autorité de Santé en septembre 2020 pour les enfants de 4 à 19 ans. Ces tests, dénommés « gargle and spit test » consistent à se rincer la bouche et se gargariser avec une solution saline pendant 30 secondes, pour balayer les tissus susceptibles de contenir des particules virales, puis de la recracher dans un tube.

#### L'imagerie
- Le scanner thoracique est un moyen rapide de diagnostic. Il révèle parfois des opacités « en verre dépoli » et des nodules, plutôt dans le lobe inférieur des deux poumons, près de la région pleurale[41].

### Diagnostic différentiel
Il vise à éliminer d'autres causes telles que :
- virus grippal
- parainfluenza
- adénovirus
- virus respiratoire syncytial
- rhinovirus
- métapneumovirus humain
- coronavirus du SRAS ou du MERS
- pneumonie à mycoplasme
- pneumonie à chlamydia
- autre pneumonie bactérienne

Une co-infection avec d'autres virus ou bactéries est à prendre en compte dans le diagnostic et le traitement.

### Lien éventuel entre Covid de l’enfant et maladie de Kawasaki
Fin avril 2020, en Europe (Royaume-Uni, France, Belgique, Italie et Espagne) mais aussi aux États-Unis et en Australie, en pleine pandémie de Covid-19, des services de réanimation signalent une augmentation sensible du nombre (néanmoins peu élevé) de « cas pédiatriques de myocardite avec défaillance circulatoire et une recrudescence de cas de maladie de Kawasaki atypiques sans défaillance cardiaque » se caractérisant par une hyperinflammation, avec « un syndrome d’activation macrophagique dans un contexte d’orage cytokinique avec parfois [une] fièvre prolongée ». L’alerte initiée par le NHS britannique mentionne ainsi une superposition « de symptômes caractéristiques du syndrome du choc toxique et d'une forme atypique de la maladie de Kawasaki avec des paramètres sanguins compatibles avec une forme sévère de Covid-19 chez l'enfant ». Malgré le manque de recul, ces paramètres semblent inclure un taux de CRP élevé, une VS élevée et un taux de ferritine élevé. Chez les enfants présentant une myocardite, on note une augmentation des taux de troponine et proBNP. Chez certains d'entre eux, les artères coronaires présentent des signes évocateurs de la maladie de Kawasaki.
Peu à peu, on constate que les schémas cliniques de la Covid-19 pédiatrique diffère de la maladie chez l'adulte, avec chez l'enfant des troubles gastro-intestinaux (douleurs abdominales et diarrhée avec ou sans vomissements) et une inflammation cardiaque,, l'atteinte cardiaque étant prévalente chez l'enfant dans les cas graves.
En Île-de-France, une vingtaine d'enfants ou adolescents de 3 à 17 ans, généralement sans comorbidité ont dû être hospitalisés.
La « vraie » maladie de Kawasaki ne touche que de jeunes enfants et elle est saisonnière (vague épidémique en hiver et/ou au printemps). Ces symptômes évoquent donc une forme atypique de la maladie de Kawasaki. Ces nouveaux cas restent rares en nombres absolus (25 nouveaux cas en France, 10 en Belgique, 3 aux États-Unis) et il pourrait s'agir de « symptômes type Kawasaki » et pas de la maladie elle-même. Cependant 30 à 50 % de ces cas signalés en 2020 sont des enfants (parfois de plus de 5 ans) qui ont été également diagnostiqués atteints de Covid-19, ou ils ont été signalés dans un foyer épidémique actif de Covid-19 (les jeunes patients pouvant alors être porteurs, éventuellement asymptomatique, du SARS-CoV-2).
Cette conjonction intrigue les spécialistes, d'autant qu'ils suspectent depuis quelques années des liens entre la maladie de Kawasaki (vascularite inflammatoire aiguë, associée à un trouble immunologique, ne touchant que de jeunes enfants, nourrissons le plus souvent) et une ou plusieurs causes infectieuses,, et un lien avec les cytokines, que l’on retrouve aussi dans les formes sévères de Covid-19. Le Groupe Français d’Étude des Vascularites rappelle que cette maladie connait « des pics d’incidence d’allure épidémique, ainsi qu’une recrudescence hivernale des cas », évoquant une possible cause infectieuse. La maladie de Kawasaki serait-elle le principal symptôme des cas pédiatriques graves de Covid-19, la « tempête de cytokine », une réponse du système immunitaire trop importante au SARS-CoV-2 qui sature les poumons et provoque des difficultés respiratoires. Si oui, les mécanismes physiopathologiques de ce lien sont encore à expliquer, de même que les aspects vasculaires de la Covid-19 chez l’enfant dans ces manifestations rares.
Aucun lien n’était confirmé fin avril 2020, mais la suspicion est forte (ainsi, dans la vingtaine d'enfants hospitalisés en région parisienne pour ce syndrome, tous « ont tous été en contact avec ce virus [ SARS-CoV-2 ] à un moment ou un autre ». En France fin avril, la SFP a appelé les pédiatres à notifier ces cas et à échanger à leur propos « avec des experts de la maladie de Kawasaki, des cardiologues pédiatres, des rhumatologues pédiatres et des infectiologues pédiatres car la prise en charge de ces patients peut sortir du cadre d’une Maladie de Kawasaki typique telle qu’on la connait et que la co-infection par La covid peut modifier la prise en charge ». La Covid-19 est à confirmer par test RT-PCR sur échantillon nasopharyngé, de selles ou sanguin, par sérologie et/ou scanner thoracique en cas de signes respiratoires associés. Trois virus potentiellement circulant au printemps, et souvent associé à la maladie de Kawasaki atypique sont aussi à rechercher : adénovirus, entérovirus, coxsackie.
« Une fiche de recueil des cas potentiels va être proposée à des fins épidémiologiques en collaboration avec les différentes sociétés savantes afin de pouvoir remonter des données épidémiologiques fiables aux autorités de Santé ».
En Chine, aucune myocardite pédiatrique ni tableau clinique « de type maladie de Kawasaki » n'avait été noté chez l'enfant ou l'adolescent, mais il est plausible que ce lien possible entre les deux maladies ait été repérée en Europe plutôt qu'en Asie à cause du fait qu'elle est ancienne et plus commune en Asie.
À titre d'exemple, au Royaume-Uni les sept premiers enfants sur huit ont d'abord manifesté des troubles gastro-intestinaux ; et avant cela les quatre puis neuf cas identifiés en Italie par l'hôpital de Milan, du 15 mars au 25 avril 2020 (tous testés positifs au virus), cinq présentaient une lésion cardiaque et une dysfonction cardiaque légère à modérée, bien qu'auparavant tous en bonne santé. La maladie débutait avec de la fièvre et des symptômes gastro-intestinaux, et pour trois enfants, a été accompagnée d'une brève éruption polymorphe (associée dans un cas à une conjonctivite non exsudative et sans atteinte de la muqueuse buccale dans un des cas). Un seul enfant était en détresse respiratoire au domicile, et aucun n'a développé à l'hôpital de syndrome pédiatrique de détresse respiratoire aiguë. À l'admission tous présentaient un électrocardiogramme anormal (tachycardie sinusale et anomalies des ondes ST et T avec hypotension). Les analyses de sang ont mis en évidence des enzymes cardiaques et marqueurs d'inflammation élevés. Une hypokinésie mi-basale de la paroi inféroseptale et de la paroi inférieure était présente chez quatre des neuf enfants. L'un des enfants présentait une fibrillation auriculaire et une lésion rénale aiguë (réversible). Leur hospitalisation a duré de 5 à 10 jours (7,2 jours en moyenne). Ces enfants ne manifestaient qu'un ou deux des cinq critères cliniques requis pour la maladie de Kawasaki ; ils pourraient avoir développé une forme bénigne du choc lié à la Covid-19 décrit au Royaume-Uni, baptisé Syndrome inflammatoire multisystémique chez l'enfant et l'adolescent et chez les 9 cas étudiés en Italie, curieusement « l'augmentation substantielle des enzymes cardiaques (principalement le NT-proBNP, qui a augmenté jusqu'à 30 fois la valeur normale) n'était pas associée à une insuffisance cardiaque sévère ».

## Incubation
La durée d'incubation de l'infection à COVID chez l'enfant est bien documentée.
Elle serait de 1 à 14 jours (et plus souvent 3 à 7 jours), comparable à l'estimation faite pour l'adulte (ex : 5,1 jours selon Lauer & al.).
La contamination se ferait plus souvent de l'adulte à l'enfant que l'inverse: les enfants seraient peu contaminants ni entre eux, ni de l'enfant à l'adulte. La prudence s'impose néanmoins concernant les modes de transmission inter-humaine du virus.

## Traitement
Depuis le début de la pandémie, le traitement des formes pédiatriques de l'infection à COVID‐19 est essentiellement symptomatique.
Dans les formes graves, le traitement est basé sur les retours d'expérience obtenus chez les adultes : sédation, support ventilatoire, soutien hémodynamique, gestion des abords veineux, apports nutritionnels, antibiothérapie (pour traiter le risque de surinfections), troubles de la coagulation, nursing...
Aucun médicament pédiatrique spécifique n'existe à ce jour, comme c'était le cas lors des deux pandémies de coronavirus émergents en 2003 (SARS-CoV-1) et en 2012 (MERS-CoV).
En février 2020, sur la base des retours d'expérience du SRAS et du MERS notamment et d'études animales, l'efficacité et la sécurité d'un traitement antiviral par interféron ont été discutées, recommandé par les uns, et encore à confirmer chez l'enfant pour d'autres. En spray utilisé dans la bouche et le nez, l'IFN-α2b recombinant humain semble pouvoir atténuer et raccourcir les symptômes d'une infection associée (pseudomonas) de l'arbre respiratoire.
Les décès sont rares chez l'enfant.
Le traitement doit aussi tenir compte du terrain et des facteurs de risque identifiés chez l'enfant : diabète, asthme, pathologies respiratoires préexistantes, déficit immunitaire... Comme chez l'adulte, le risque d'une surinfection bactérienne (ex : pneumonie à mycoplasme, pneumocoque) ou une co-infection par un autre virus (grippe A, grippe B, RSV, virus EB) doivent être pris en considération, surtout chez un enfant immunodéprimé. Les agents de santé prenant en soins les enfants atteint de Covid-19 (confirmé et/ou suspectés), notamment en néonatalogie et en réanimation, doivent porter un équipement de protection complet (dont le masque FFP2 ou équivalent). Ils doivent pouvoir bénéficier de tests PCR afin de s'assurer qu'ils ne sont pas contaminés.
Le matériel est autant que possible à usage unique.
L'environnement architectural de l'Unité de soins doit être adapté pour interdire le moindre risque de contamination. Les jeunes patients doivent être physiquement isolés. Les nouveau-nés doivent être en chambres à pression négative ou dans des pièces dont l'air est traité par des filtres à haute efficacité, comme cela avait été précédemment recommandé pour le SARS-CoV-1 et le MERS-CoV.
Aucune visite n'est autorisée pour les nouveau-nés contaminés par la Covid-19 ou susceptibles de l'être.
En Maternité, la présence des pères est discutée, afin de limiter autant que possible le risque de transmission virale. Les visites de l'extérieur sont interdites.
L'accompagnement psychologique de l'enfant et de sa famille est essentiel.

## Convalescence et pronostic
Une fatigue persistante est fréquemment décrite au décours d'une hospitalisation. Une infection secondaire des voies respiratoires inférieures doit toujours être recherchée.
L'enfant récupère cliniquement le plus souvent en 1 à 2 semaines, parfois trois.
L'étude des 14 premiers cas pédiatriques identifiés en Chine (14 enfants de 6 mois à 14 ans) a montré que le temps de clairance (disparition) de l'acide nucléique du SARS-CoV-2 dans les échantillons pris par écouvillonnage nasopharyngé est très variable : chez trois enfants testés, il était de 9 jours pour deux d'entre eux, mais de 12 jours pour le troisième. L'intestin continue à excréter des virus qui sont retrouvés dans les excréments, devenant une source de contamination à prendre en compte. Le rôle des enfants dans la contagion ne doit donc pas être sous-estimé.

## Phase post-convalescence
La Covid-19 est le plus souvent bénigne, mais elle peut être un peu plus marquée chez l'adolescent. Après guérison. Dans ce cas, il peut théoriquement et généralement assez vite reprendre ses activités scolaires et/ou physique
Pour rappel, selon l'OMS, les 3-4 ans devraient pratiquer 180 minutes/jour d'activité physique, et bien dormir 10 à 13 heures par 24 h ; et les 5-17 ans, devraient pratiquer au moins 60 minutes d'activité physique modérée à intense par 24 h, en veillant à ne pas passer plus de 2 heures de loisir sédentaire devant un écran, avec 9 à 11 h de sommeil de bonne qualité par 24 h.
Mais en période de confinement ou de quarantaine, les activités physiques, scolaires ou associatives habituelles de l'enfant sont supprimées, les terrains de jeux et parcs peuvent être fermés, et les sports collectifs sont proscrits.
Les enfants tendent alors à se coucher plus tard et de se lever plus tard, en passant plus de temps devant des écrans récréatifs (comme c'était le cas les jours sans école avant le confinement). Par exemple entre le 29 mars et le 3 avril 2020 (début du confinement) les Canadiens de 15 à 49 ans ont passé 66 % de temps supplémentaire à regarder la télévision et 35 % en plus à jouer aux jeux vidéo.
Dans le monde, partout où les enfants sont confinés, ils sont globalement et physiquement moins actifs (alors que déjà avant la pandémie, un enfant d'âge préscolaire sur cinq et moins de 10 % des enfants d'âge scolaire pratiquaient assez d'activités physiques selon les critères OMS. Et on sait que cette activité est aussi un gage de meilleure santé.
Enfin, en hiver et partout où les enfants manquent de soleil, le risque de carence en vitamine D augmente. Les troubles mentaux et le risque de myopie aussi. L'activité physique est aussi associée à moins d'infections respiratoires et une meilleure immunité. Ce contexte peut nuire à la résilience psychomotrice du jeune enfant, et d'une manière accrue au sein de populations défavorisées et sans abri.

## Le moment de l'accouchement
Quand le bébé est mis au monde, il transite par le vagin et est au moment de l'expulsion en contact très étroit avec sa mère, et avec ses fluides corporels, juste avant de pousser son premier cri, et de prendre sa première inspiration. Si la mère est porteuse du virus ou si le virus est présent dans l'environnement proche, un risque de « transmission verticale » ou environnemental existe (le virus SARS-CoV-2 n'a pas été trouvé dans le liquide amniotique ni dans le sang de cordon, mais il a été retrouvé dans la salive, les larmes ; il est surtout retrouvé dans les selles d'une patiente Covid-19 positive non-enceinte sur trois).
Un premier cas de possible transmission verticale à l'accouchement a été décrit par des médecins en avril 2020, chez une femme atteinte de Covid-19 lors de sa grossesse, et qui présentait des prélèvements positifs (rectum et selles). L'étude de ce cas laisse penser que le nasopharynx néonatal peut être contaminé lors de l'accouchement.
Fin avril 2020, selon un consensus d'experts relatif à la prise en charge de la femme enceinte et du nouveau-né suspectés ou confirmés atteint de Covid-19, « il n'y a aucune preuve claire indiquant le moment optimal de l'accouchement, la sécurité de l'accouchement par voie naturelle (vaginale) ou si l'accouchement par césarienne empêche la transmission verticale au moment de l'accouchement ; par conséquent, la voie d'accouchement et le moment de l'accouchement doivent être individualisés en fonction des indications obstétricales et du statut materno-fœtal ».
Puis le 6 mai 2020, un article a publié des recommandations visant à limiter le risque de contamination lors de l'accouchement, par les voies naturelles, notamment « en veillant à ce que le risque de contamination par l'anus maternel et les matières fécales soit réduit pendant l'accouchement », ce qui, notent les auteurs, réduirait aussi le risque de contamination par des streptocoques B et/ou le papillomavirus humain (HPV),. Si la mère est suspectée d'être atteinte par la Covid-19, l'accouchement dans l'eau est à éviter. Le lavement en phase prodromique et/ou Lors de la première étape du travail peut théoriquement éviter les fuites de selles lors de la seconde phase du travail (en diminuant la charge virale à la naissance), mais les études disponibles sur des infections néonatales autres que le SARS-CoV-2 n'encouragent pas son usage systématique). Des positions confortables pour la femme, mais permettant une bonne visualisation et une bonne hygiène de la zone anogénitale sont à favoriser lors de la seconde phase du travail. Avant la seconde étape du travail, et quand la tête fœtale est engagée ou après la selle, le périnée peut être nettoyé avec désinfectants standards (ex : povidone-iode à 7,5 % ou chlorhexidine à 0,05 %). En cas d'épisiotomie nécessaire en seconde phase du travail, une stratégie d'épisiotomie sélective doit viser à réduire le risque de traumatisme périnéal grave,, dont lésions du sphincter et du rectum (l'épisiotomie médiane est à éviter pour réduire le risque qu'elle s'étende au sphincter anal qu'elle pourrait déchirer. Une césarienne est à envisager si la future mère a été testée positives dans les 14 jours précédant l'accouchement (car le nouveau-né ne bénéficie généralement alors pas d'IgG maternelles dans son sérum avant la 3e semaine suivant l'apparition des symptômes maternels) ou qu'elle présente une diarrhée sévère.

## Cas particulier du nouveau-né
La mère et son nouveau-né constituent une entité en maternité, qui justifie la mise en place de précautions spécifiques de protection contre les maladies infectieuses, quelles qu'elles soient. Même si les formes néonatales de l'infection à Covid-19 sont peu fréquentes, et les décès très rares, la communauté médicale pédiatrique est sur le « pied de guerre » dans tous les pays touchés par la pandémie.
Une situation particulière est celle des nouveau-nés non-infectés à la naissance, mais qui ont pu in utero souffrir d'une hypoxémie si leur mère était alors infectée par la Covid-19.
L'infection respiratoire de type SARS-CoV-2 a les mêmes conséquences chez la femme enceinte que chez la femme non-enceinte.
Une forme sévère de la maladie peut induire une asphyxie intra-utérine, un accouchement prématuré et une mauvaise adaptation à la vie extra-utérine, dont des détresses respiratoires gérées quotidiennement par tous les spécialistes en néonatalogie.
De manière rétrospective, les observations ont montré que les personnes nées de femmes enceintes lors de la grippe espagnole ont présenté des risques spécifiques. Ces nouveau-nés (prématurés notamment) doivent donc être identifiés pour leur vulnérabilité et bénéficier d'un suivi ultérieur attentif dans le cadre des dispositifs de suivi des nouveau-nés à risque d'anomalie du développement.

### Les études sont encore peu nombreuses
Les premières études concernant l'infection à Covid-19 ont porté sur un faible nombre de cas. Elles étaient parfois contradictoires.
- Une étude chinoise publiée dans The Lancet le 12 février 2020 a porté sur 9 femmes enceintes contaminées par le virus. Leurs enfants sont tous nés en bonne santé. Le sang fœtal, le liquide amniotique, les prélèvements au niveau de la gorge du nouveau-né (NN) et du lait maternel ont été analysés chez six des neuf paires mère-enfant. Dans ces 6 dossiers, les prélèvements étaient négatifs pour le SARS-CoV-2 chez le nouveau-né et dans le liquide amniotique. Deux couples mère-enfant n'ont pu être prélevés car la césarienne a été effectuée la nuit. Le dernier couple mère-enfant n'a pas été prélevé car le résultat (positif) du test maternel SARS-CoV-2 n'est parvenu qu'après la césarienne. Selon les chercheurs, le cas positif du 5 février 2020 serait dû à une contamination maternelle post-naissance[84].
- Une étude chinoise publiée en février 2020 dans la revue Translational Pediatrics est moins rassurante. Elle présente une cohorte de dix nouveau-nés de Wuhan, issus de neuf mères infectées (ayant présenté des symptômes avant l'accouchement dans quatre cas, le jour même dans deux cas et après l'accouchement dans trois cas)[85]. Huit bébés étaient des garçons et deux des filles. Quatre sont nés à terme et six sont nés prématurés. Deux NN présentaient un petit poids pour l'âge gestationnel (SGA). Un nouveau-né était macrosome. Six enfants avaient un score PCIS (Pediatric Critical Illness Score) inférieur à 90. Six NN ont présenté une insuffisance respiratoire comme premier symptôme. Deux NN ont présenté une fièvre initiale. Deux NN ont présenté une thrombocytopénie avec une fonction hépatique anormale. Un NN était tachycarde. Un NN a présenté des vomissements. Un NN a présenté un pneumothorax. Cinq nouveau-nés ont guéri. Un NN est décédé. Quatre NN sont restés hospitalisés dans un état stable[85]. Seuls des prélèvements nasaux ont été faits. Ils étaient tous négatifs. Cette observation comporte des limites. Elle ne précise pas les pathologies associées des nouveau-nés (prématurité, maladie des membranes hyalines, infections materno-fœtales…). Elle ne détaille pas les conditions du décès du nouveau-né.
- Dans une mise à jour du 13 mars[20],[86], le score d'Apgar à la naissance (test empirique d'évaluation de la vitalité d'un nouveau-né) n'est pas significativement différent chez les nouveau-nés issus de mères ayant été confirmées atteintes de COVID ou suspectes, par rapport à un groupe témoin de 121 cas.
- Une étude chinoise publiée le 24 mars 2020 portant sur 33 nouveau-nés a confirmé le pronostic généralement bon pour les enfants nés de mères testées positives (par PCR). Mais 3 des 33 enfants, (tous les trois nés par césarienne) ont néanmoins présenté une pneumopathie typique du Covid-19 entre 2 et 4 jours après la naissance. Des prélèvements (anaux et de la gorge) ont confirmé l'infection par le SARS-CoV-2. Le seul enfant ayant nécessité une prise en charge en soins intensifs avait en outre une hémoculture positive à Enterobacter. Aucun de ces enfants n'est décédé. 
Dans ces trois dossiers, ni le sang de cordon, ni le liquide amniotique n'ont été testés, mais les auteurs de l'étude ont estimé que la transmission du virus s'est faite après la naissance[87].

En février 2020, Jianhui Wang et ses collègues estimaient que le diagnostic d'infection néonatale par la Covid-19 devait réunir les conditions suivantes :
1. Présenter un ou plusieurs symptômes cliniques (température instable, hypo-activité ou difficultés d'alimentation, tachypnée[13])
2. Présenter une imagerie thoracique anormale (opacité unilatérale ou bilatérale « en verre dépoli », plusieurs zones de consolidation lobulaires ou sous-segmentaires)[13] ;
3. Avoir un individu ayant été en contact avec la mère et/ou le nouveau-né, diagnostiqués porteur du virus : membre de la famille, soignant, individu vivant ou ayant voyagé en zone d'épidémie, ou porteur d'une pneumonie non expliquée, ou ayant fréquenté un marché aux animaux ou ayant eu un contact étroit avec des animaux sauvages, dans les 14 jours avant le début de la maladie[13].

En mars 2020, aucune étude n'a prouvé l'existence d'une transmission verticale (de la mère au fœtus par voie trans-placentaire). Mais il n'est pas non plus prouvé qu'elle soit impossible,.

### Les précautions obligatoires
Tous les nouveau-nés « probablement atteints », ou « confirmés par un test de laboratoire » devraient être admis dans une unité pédiatrique de soins intensifs, afin de mettre en œuvre immédiatement les « précautions standard » et « supplémentaires » de protection de l'enfant, de son entourage et du personnel soignant, réaliser un bilan sanguin et radiologique confirmant la maladie, instituer les traitements spécifiques des complications de l'infection virale (respiration, hémodynamique, homéostasie…) et assurer un suivi étroit de l'enfant jusqu'à sa guérison.
Selon Jianhui Wang et ses collègues :
Les précautions standard sont :
- une signalisation Covid-19 à l'entrée ;
- une hygiène stricte (mains et voies respiratoires notamment) ;
- un nettoyage avec désinfection de l'environnement chaque jour ;
- le port d'une tenue de protection incluant gants, masque et lunettes pour tout le personnel médical de l'unité[13].

Les précautions supplémentaires sont :
- les mesures barrière contre les gouttelettes respiratoires et aérosols entre l'enfant et les soignants, la limitation des visites des parents, un changement de blouse et de gants après les procédures, le maintien de la qualité de l'air intérieur[13] ;
- l'évitement de l'allaitement maternel par des mères infectées ou susceptibles de l'être (jusqu'à absence confirmées de Covid-19)[13] ;
- l'isolement de tout nouveau-né à haut risque (par exemple si la mère est atteinte de Covid-19 ou l'a été récemment) dans une pièce dédiée durant au moins 14 jours et en cas de symptômes. S'il est fortement suspecté d'infection lors de son admission, l'enfant doit être immédiatement transféré dans une unité ou un hôpital désigné pour traiter la Covid-19 ;
- une gestion attentive des déchets médicaux (excreta notamment), à collecter comme déchets à risque dans un sac à déchets infectieux à double couche, à désinfecter avec un produit chloré durant au moins 10 minutes, et à éliminer avec les déchets médicaux infectieux ;
- une procédure sécurisée de la gestion des chambres à l'hôpital : la chambre d'un enfant Covid-19 + ne peut pas être utilisée par d'autres patients avant d'avoir été correctement désinfectée, si possible par atomisation au peroxyde d'hydrogène ou par un spray chloré[13]. Si le malade partageait une chambre avec d'autres nouveau-nés avant d'être diagnostiqué, ces deniers devraient tous être isolés au moins 14 jours (sauf si l'infection par le SARS-CoV-2 peut être exclue).

### Les traitements en néonatologie
- Aucun antiviral ne fait consensus en termes de bénéfice/inconvénients ou d'efficacité contre les coronavirus[89]. 
 Les antibiotiques sont réservés aux cas de surinfection bactérienne (probable ou confirmée), et adaptés aux conditions spécifiques du nouveau-né : « l'utilisation empirique ou la surutilisation doivent être évitées »[13].
- Les syndromes de détresse respiratoire aiguë (opacification complète des poumons) peuvent être traités par le surfactant pulmonaire à haute dose, l'inhalation d'oxyde nitrique et la ventilation oscillatoire à haute fréquence.
- Les glucocorticoïdes en intraveineux et les immunoglobulines peuvent être tentés dans les cas difficiles[13].
- Les souffrances cérébrales (convulsions, troubles du tonus...) sont traitées selon les protocoles classiques en néonatologie, de même que les atteintes rénales, métaboliques et les troubles hémodynamiques[13].

### Le retour à sa maison
Les critères du retour à domicile sont définis.
 Pas de fièvre depuis au moins 3 jours
- Atténuation franche des symptômes respiratoires et image thoracique normale
- Deux tests par écouvillons nasopharyngés et nasaux négatifs à au moins 48 h d'intervalle[13]

Les parents sont informés que les selles pourraient encore contenir le virus durant 1 à 2 voire 3 semaines.
La chambre et l'environnement de l'enfant à la maison sont soigneusement désinfectés pour éviter le risque d'infecter d'autres membres de la famille ou les proches.

## Facteurs de risque en pédiatrie
Les retours d'expérience (chinois dans un premier temps) montrent que les enfants à risque sont par ordre croissant :
- les enfants ayant eu des contacts avec des cas graves de Covid-19 (la contagion des jeunes enfants se fait généralement via des proches, parents, fratrie, nourrice ou grands-parents) ;
- les enfants présentant des co-morbidités : cardiopathies congénitales, maladies pulmonaires chroniques, pathologies du globule rouge, malnutrition grave, déficience immunitaire, traitements immunosuppresseurs...) ;
- les enfants obèses : l'obésité dégrade la réponse immunitaire anti-virale[90] ; elle est pro-inflammatoire, affecte les fonctions cardiovasculaires et induit le diabète et le stress oxydatif, qui sont de mauvais pronostic pour les formes sévères de la Covid-19[91]. Quand la vague pandémique a touché les États-Unis, l'hôpital Johns Hopkins fin mars 2020 a constaté que les obèses semblaient sur-représentés parmi les enfants admis pour Covid-19 en unité de soins intensifs[92] ; et un constat similaire a été fait ailleurs dans le pays[92] (rappel : les États-Unis comptent l'un des taux d'obèses les plus élevés au monde (40 % de la population est en surcharge pondérale, à comparer à 6,2 % en Chine, 20 % en Italie et 24 % en Espagne)[93]. Des éditorialistes avaient déjà alerté sur le fait que l'obésité est un facteur de risque à ne pas sous-estimer de Covid-19[94], et une étude prépubliée le 11 avril 2020, basée sur 4103 patients traités à New York, concluait que les obèses risquaient plus de contracter le SARS-CoV-2, y compris chez les enfants[95], mais c'est fin avril 2020 que, pour la première fois, une corrélation (concept différent de celui de « cause ») est clairement démontrée à l'échelle d'un pays entre l'indice de masse corporelle (IMC) et l'âge chez les malades admis en unité de soins intensifs pour Covid-19 dans 6 grands hôpitaux universitaires[96]. Sur 265 patients (masculins à 58 %), une corrélation inverse significative a été montrée entre l'âge et l'IMC : aux États-Unis, plus l'enfant hospitalisé pour COVID-19 est jeune, plus il est susceptible d'être obèse, quel que soit son sexe. L'IMC médian était de 29,3 kg/m2, seuls 25 % des patients ayant un IMC de moins de 26 kg/m2, et 25 % dépassant 34,7 kg/m2. 
En outre, l'assistance respiratoire est plus difficile chez l'enfant obèse (moindre excursion du diaphragme)[92] ;
- les enfants présentant l'un des critères suivants[43] :

1. dyspnée : fréquence respiratoire (en veillant à la distinguer des effets de la fièvre ou de pleurs) supérieure à 50 battements/min pour les 2 à 12 mois; supérieure à 40 pour les 1 à 5 ans, supérieure à 30 pour les plus de 5 ans[43] ;
2. fièvre : si elle reste élevée au-delà de 38,5 °C durant 3 à 5 jours[43] ;
3. troubles de la conscience, léthargie, troubles de la vigilance et du comportement[43] ;
4. index augmenté (sans autres explications) pour les enzymes myocardiques, les enzymes hépatiques et la LDH lactate déshydrogénase[43] ;
5. acidose métabolique (sans autre explication)[43] ;
6. imagerie thoracique anormale : infiltrat bilatéral ou multi-lobaire, épanchement pleural, progression rapide de la maladie dans un court laps de temps[43] ;
7. âge inférieur à 3 mois[43] ;
8. complications extra-pulmonaires[43] ;
9. co-infection avec d'autres virus et/ou bactéries[43].

## Contamination et gestion des risques chez l'enfant
Les jeunes enfants bavent facilement et portent de nombreux objets à la bouche. Ils ne prennent pas de précaution pour tousser ou éternuer. Ils génèrent de nombreux « fomites » (objet porteurs de virus infectieux). Le nettoyage de leurs habits, chaussures, objets quotidiens et lieux de vie (crèches notamment) doit être méticuleux.
Un enfant apparemment guéri, totalement asymptomatique, continue parfois à excréter le virus via les fèces durant une ou deux semaines, ce qui implique une gestion adéquate des couches sales, du pot, des éléments de toilette, des biberons, bavoirs, doudous, etc. des petits enfants et nourrissons, sans les exposer à des désinfectants toxiques ni à leurs résidus (alcool, javel...).
Par précaution, si l'enfant est malade, ou si un membre de la famille ou un proche l'est ou l'a été dans le mois précédent, les mesures d'isolement ou de quarantaine doivent être parfaitement respectées, la promiscuité avec les animaux dont les chiens et surtout les chats (expérimentalement, les chats développent le virus, l'excrètent et peuvent infecter d'autres chats sans contacts directs) sont aussi à éviter.
Le pédiatre, les parents, la fratrie, la nourrice ou nounou, etc. doivent prendre les précautions nécessaires (hygiène des mains, mesures barrières...).
D'éventuels soins chirurgicaux ou soins dentaires durant la convalescence ou dans les semaines qui suivent nécessitent aussi des précautions particulières
L'infection à Covid-19 chez le nourrisson ou le jeune enfant est source d'un stress psychologique souvent important chez les parents et dans la famille proche, de même que pour les équipes médicales surchargées et surmenées en cas de pandémie. Un soutien psychologique adéquat est souhaitable, voire crucial, pour une gestion optimale et la résolution de la pandémie. Dans les pays sous-équipés et les régions isolées, des conseils et des guides clairs et illustrés devraient être distribués.

## Rôle épidémiologique des enfants
Les enfants contribuent à propager la pandémie, avec un taux d'attaque qui est en mai 2020 encore très discuté.
Les premières études laissaient penser qu'ils développent moins souvent la maladie que les adultes, mais l'une a été rétractée et il semble que le taux d'enfants asymptomatiquement porteurs du virus ait été en réalité, durant plusieurs mois, très sous-estimé.
La contagiosité des enfants de moins de 10 ans pourrait avoir été sous-estimée pour deux raisons :
- les enfants sont plus souvent asymptomatiques[100] ;
- les enfants présentent une excrétion virale prolongée après les 14 jours d'isolement promus depuis janvier 2020 comme suffisants : le virus est ainsi parfois encore présent dans les sécrétions bucco-nasales. Ainsi, dans une publication récente[Laquelle ?], un nourrisson de 6 mois avait été adressé à l'hôpital car sa mère puis son père avaient été diagnostiqués atteint de Covid-19. Ce bébé était asymptomatique : pas de fièvre ni tachypnée, poumons clairs à l'auscultation, pas de problème de saturation en oxygène, état respiratoire stable, pas de radiographie thoracique. Il a pourtant été identifié comme porteur du virus, et son mucus nasopharyngé était encore positif 16 jours après son admission. 
Par ailleurs, le virus est souvent encore expulsé dans les selles bien après sa disparition des échantillons d'écouvillonages nasopharyngés : le SARS-CoV-2 est détecté dans les excréments 8 à 20 jours plus tard que dans la sphère ORL : cet écart n'a pas été constaté chez les adultes[101]. 
Fin février 2020 à Singapour, une équipe de pédiatres hospitaliers et d'infectiologues a alerté la communauté médicale sur le rôle des nourrissons et des jeunes enfants asymptomatiques ou peu symptomatiques dans la transmission du virus, considérant qu'ils « peuvent jouer un rôle important dans la transmission interhumaine au sein de leur communauté ». Cette problématique doit être prise en compte dans la gestion, la fermeture et la réouverture des crèches et des écoles[8].

Le 11 avril 2020, une étude de Santé publique France sur le « cluster de Contamine-Montjoie », l'un des premiers foyers Covid-19 en France, rend compte du suivi de 172 individus ayant côtoyé un enfant de 9 ans co-infecté par trois virus : le SARS-CoV-2, le picornavirus et le virus influenza H1N1. Cet enfant était pauci-symptomatique et sa charge virale était faible. 40 % des 172 individus qui l'ont côtoyé ont développé des symptômes, mais les tests étaient tous négatifs, alors que du picornavirus et de l'influenza A a été identifié chez eux. Deux limites de cette étude sont qu'elle ne portait que sur un seul enfant-source et qu'on ne connaît pas le degré de proximité qu'a eu cet enfant avec les 172 personnes-contact identifiées (qui pour beaucoup étaient des élèves et professeurs de ski). Les auteurs suggèrent que les enfants transmettent peu le SARS-Cov2, et en tout cas moins que les autres virus respiratoires. Selon l'auteur principal : « il est possible que les enfants, parce qu'ils ne présentent pas beaucoup de symptômes et qu'ils ont une charge virale faible, transmettent peu ce nouveau coronavirus ».
En Islande, pays à avoir testé précocement la plus grande part de sa population (10 %), les enfants de moins de 10 ans ont deux fois moins de tests positifs que les personnes plus âgées (6,7 % contre 13,7 %), avec une différence encore plus forte chez les individus sans symptômes ou avec des symptômes bénins : dans ce groupe, aucun enfant de moins de 10 ans n’a été testé positif (sur 800 testés) contre 0,8 % des 10 ans et plus.
Toutefois le 27 avril 2020, une nouvelle étude rétrospective, publiée par 22 épidémiologistes chinois et américains, a porté sur la transmission du virus entre 391 sujets et 1 286 proches de ces derniers à Shenzhen (Chine) dans la période du 14 janvier au 12 février 2020. C'est la première étude basée sur un aussi large ensemble de données primaires concernant des cas et des contacts étroits (presque tous confirmés par tests RT-PCR). Cette étude constate que les enfants ont autant de risques que les adultes d'être infectés. En outre, « le taux d'attaque ne différait pas significativement selon l'âge, avec en moyenne 7 % des contacts étroits infectés, environ 80 % de ces contacts présentant des symptômes et 3 % des sujets infectés manifestant une maladie grave lors de l'évaluation initiale ».
Ce taux d'attaque était à peu près identique chez l'enfant de moins de 10 ans et chez l'adulte. Plus précisément, selon cette estimation rétrospective : 7,4 % des contacts étroits des enfants infectés ont été infectés à leur tour, et 6,6 % des contacts étroits des adultes malades l'ont été. Les chaînes de contagion par les enfants ont été les plus discrètes car ces enfants étaient le plus souvent asymptomatiques ou pauci-symptomatiques (avec peu de symptômes, par exemple avec les symptômes d'un rhume). Les auteurs concluent que « les enfants courent un risque d'infection similaire à la population générale, bien que moins susceptibles de présenter des symptômes graves ; ils doivent donc être pris en compte dans les analyses de transmission et de contrôle ». Ces épidémiologistes estiment apporter ici « une preuve-clé en faveur de l'établissement rétrospectif des contacts, soulignant que les enfants pourraient être une cible importante pour les interventions visant à réduire la transmission, même s'ils ne tombent pas malades ».
Une autre étude (Science, 29 avril 2020) est basée sur les données du Hunan où des personnes ayant été en contact avec des malades ont été retrouvées et testées ; parmi ces contacts, pour chaque enfant infecté de moins de 15 ans, près de 3 personnes étaient infectées entre 20 et 64 ans. Mais les différences sont moins concluantes à partir de 15 ans (les adolescents semblent alors aussi sensibles que les adultes à l'infection).
Réouverture des crèches et écoles Selon deux prépublications, les enfants ayant des symptômes de la Covid-19 peuvent présenter des taux d'ARN viral aussi élevés que ceux d'adultes « Sur la base de ces résultats, nous devons mettre en garde contre une réouverture illimitée des écoles et des jardins d'enfants dans la situation actuelle. Les enfants peuvent être aussi contagieux que les adultes », alertent les auteurs d'une de ces deux études (anglo-allemande, dirigée par Christian Drosten, virologue à l'hôpital Charité de Berlin). Mais on ignore encore si un taux élevé d'ARN viral est ou non un bon indicateur du degré de contagiosité d'une personne, commente l'épidémiologiste Harish Nair (Université d'Édimbourg, Royaume-Uni). Dans une prépublication du 12 mai 2020, 5 chercheurs de l'INSERM ont alerté, pour le cas particulier de la région parisienne, sur l'importance des précautions à prendre pour l'ouverture des écoles.

## Impacts sociopsychologiques de la gestion de la crise de la Covid-19 sur les jeunes enfants
Dans le monde, un grand nombre d'enfants (et de familles) ont vu leur vie profondément bouleversée par la pandémie de Covid-19. Des enfants ont été placés en isolement-quarantaine à l'hôpital, d'autres ont perdu des parents ou des proches, des parents ont perdu leur emploi ou tout ou partie de leurs revenus. Avec les fermetures de crèches et d'écoles, et le confinement des parents à domicile, des centaines de millions d'enfants dans le monde ont connu de grandes perturbations affectives et relationnelles.
Un accompagnement psychologique est souhaitable pour tous les enfants, et plus spécifiquement pour les jeunes enfants qui présentent des troubles du comportement et de la communication.
Ce phénomène n'est pas inédit. Des quarantaines ont été mises en place assez récemment à la suite du SRAS en 2003 (des villes chinoises et canadiennes s'étaient placées en quarantaine) et des fermetures d'école ont été pratiquées en Afrique de l'ouest en zones de foyers épidémiques d'Ebola en 2014. À certains égards, certaines situations de confinement évoquent celles d'enfants vivant dans des camps de réfugiés. Mais l'ampleur du phénomène Covid-19 en 2020 est inédite. Par ailleurs, notre monde globalisé permet aujourd'hui à une grande partie de la population planétaire confinée d'avoir accès au téléphone et à l'internet, ce qui permet une communication nouvelle et assure une réponse aux besoins vitaux plus facilement qu'en situation de post-cyclone, d'inondation, de tremblement de terre ou de tsunami par exemple.
Chaque enfant est un cas particulier. Il est plus ou moins adaptable, résilient ou vulnérable dans un tel contexte, en fonction de son âge, de son environnement et de son histoire personnelle. Cette vulnérabilité est parfois majorée par des violences familiales et sociales. L'évolution encore imprévisible de la pandémie et la manière dont les médias en rendent compte interagissent avec la situation factuelle de l'enfant. Les conséquences en sont déjà connues : la dépression, l'anxiété, les insomnies ou la toxicomanie chez les plus âgés. Et des états de stress post-traumatique sont attendus,.
Plusieurs centaines d'études ont dans le monde commencé à mesurer les effets de la pandémie de Covid-19 sur l'enfant. Elles ont souvent utilisé et adapté des méthodes proches de celles qui avaient été conçues pour évaluer les conséquences de situations de catastrophes naturelles ou technologiques, mais en s'appuyant aujourd'hui sur l'internet ou sur des applications téléphoniques malgré le biais lié à la possibilité ou non pour les sondés d'un accès à ces moyens de communication et à la maîtrise de la lecture.
Un travail préliminaire (à confirmer par d'autres études plus rigoureuses) a étudié en Italie les effets psychologiques de l'isolement des enfants dans le contexte de la pandémie de Covid-19. Les données ont été acquises lors du premier mois de la pandémie par un sondage en ligne auprès de 5989 parents d'enfants de 4 à 10 ans. Selon les auteurs, plus de 90 % des enfants de cette classe d'âge semblaient s'adapter aux restrictions, mais avec des changements émotionnels et comportementaux, et un stress sous-jacent était perceptible pour au moins la moitié d'entre eux.
Des signes de stress étaient notamment exprimés par les petits (4 à 6 ans) pour lesquels un phénomène de régression est fréquent (recul du vocabulaire chez 5,48 % des 4-10 ans, surtout chez les 4-6 ans (20,73 % des cas avaient 4 ans, 14,33 % avaient 5 ans, et 15,55 % avaient 6 ans). Les jeunes enfants demandaient pendant la nuit davantage de proximité physique avec leurs parents : 28,59 % de 920 enfants de 4 ans, qui avaient récemment appris à dormir seuls, ont demandé à dormir dans le lit de leurs parents (ce qui est un probable facteur de risque de contamination). Selon le questionnaire, 25,47 % des 746 enfants âgés de 10 ans l'avaient demandé au moins une fois dans la semaine précédent l'enquête. De nombreux enfants ont manifesté des troubles de l'endormissement, un sommeil agité et des réveils dans la nuit. Des énurésies apparaissent chez 2,84 % des enfants, surtout vers l'âge de 4 ans (29,41 % des cas), 5 ans (25,29 %) et 6 ans (15,29 %). Une irritabilité accrue (notamment face aux règlements) est notée chez la moitié des enfants ; elle est plus manifeste chez les 4 à 6 ans (4 ans (18,31 %), 5 ans (16,16 %) et 6 ans (14,66 %), puis diminuant avec l'âge.
À tous les âges, les enfants qui savent parler sont plus nombreux à exprimer des craintes nouvelles pour eux (près de 20 % des enfants). Le tiers des enfants et pré-adolescents se montre nerveux quand on leur parle de pandémie ou du virus à la maison ou à la télévision, ou encore face aux restrictions, en particulier vers l'âge de 8 ans (17,01 %) et 9 ans (17,40 %). Mais le tiers des enfants apparaît plus calme. La moitié se montre plus réfléchie (près de 50 % semblaient plus sages et réfléchis, surtout chez les 8-9 ans). S'ils semblent presque tous s'adapter aux restrictions imposées, c'est souvent avec une apathie pour les études à la maison ou pour des activités qu'ils appréciaient avant la pandémie, avec une tendance plus marquée à 8-9 ans (16,42 %).
Les comportements adaptatifs ne sont pas toujours des signes de résilience. Ils peuvent parfois masquer une frustration, une anxiété, un mal-être psychologique ou des symptômes dépressifs probablement liés à des phases d’irritabilité ou au contraire d'apathie.
Ces premières observations confirment que le degré de détresse psychologique est étroitement lié aux facteurs individuels de risque familiaux et sociaux qui préexistaient à la crise, autant et souvent davantage qu'aux stimuli angoissants conjoncturels. Ces symptômes psychologiques sont souvent transitoires mais surviennent de manière aiguë,. La manière dont les parents et la fratrie réagissent à la pandémie influence considérablement les capacités de résilience de l'enfant face à l'adversité. Sprang et Silman (2013) qui étudient les réponses psychosociales des enfants et des parents aux pandémies notent que les scores moyens de PSTD sont quatre fois plus hauts chez les enfants en quarantaine par rapport aux autres. Des études précédentes (post-tsunami par exemple) ont montré que les réactions des parents aux PSTD prédisent assez bien les réactions aux PSTD de leurs propres enfants.
Enfin, la communauté pédiatrique a alerté les pouvoirs publics sur le risque de "dégâts collatéraux" de cette épidémie du nouveau coronavirus. Dans un contexte de confinement généralisé et de bouleversement des organisations médicales et sanitaires (gestion de la crise épidémique dans les hôpitaux, réduction des déplacements pour les professionnels de santé et les familles…), les consultations médicales ont fortement diminué, avec le risque d'un retard dans la réalisation du calendrier vaccinal, dans le diagnostic de pathologies aigües (appendicite, torsion des testicules…) ou intercurrentes (diabète, cancer), ou encore d'inadaptation des traitements en cours pour ces pathologies souvent chroniques. En médecine néonatale, les nouveau-nés les plus vulnérables et leur famille doivent bénéficier d'un accompagnement d'autant plus attentif que les conditions ne sont pas toujours réunies pour une guidance dans de bonnes conditions (kinésithérapie, psychomotricité…) après le retour à domicile.[réf. souhaitée]

## Élaboration d'un consensus médical Covid-19 en pédiatrie?
À partir des observations pédiatriques en Chine et en Italie, un consensus médical international commence à être élaboré, en ce qui concerne les différents aspects de l'infection à Covid-19 chez l'enfant.
Ces éléments de consensus imposent cependant une grande prudence.
D'une part, les connaissances sur la Covid-19 sont largement incertaines et exigent une grande humilité de la part de la communauté scientifique internationale avant de pouvoir exprimer des préconisations médicales et sociétales. D'autre part, les cohortes d'enfants suivis dans le monde sont encore limitées, en particulier celles qui observent les formes graves du Covid-19. Par ailleurs, les situations cliniques doivent tenir compte de l'environnement humain (génétique), matériel (accès aux soins) et culturel (expériences des pandémies). L'exemple de la Chine et de l'Italie, les deux premiers pays qui ont subi de manière dramatique la pandémie, est en ce sens éloquent. Ainsi, la pyramide des âges de ces deux pays est caractérisée par un faible nombre d'enfants (et par un sex-ratio déséquilibré en faveur des garçons en Chine, pouvant expliquer le nombre plus important de garçons contaminés que de fillettes). Par ailleurs, certains se sont interrogés sur les récepteurs du virus (protéines de l'enzyme de conversion de l'angiotensine, dite « ACE‐2 » qui était aussi le récepteur du SARS-CoV-1) dont le nombre serait dans la population asiatique significativement plus élevé qu'au sein des populations européennes et américaines. Cet ACE‐2 serait aussi plus présent chez les hommes que chez les femmes, ce qui pourrait aussi expliquer une incidence ou une sévérité du Covid-19 plus marquée chez les hommes et en Asie,. Chez l'enfant, ces hypothèses attendent une confirmation dans les autres pays affectés par la pandémie.
Dès le début de l'épidémie, plusieurs auteurs ont invité à la prudence quant à l'hypothèse selon laquelle les enfants seraient systématiquement à l'abri des formes graves de la maladie. Ils basaient cette prudence sur le fait que, dans un passé proche lors du SRAS (2003),, puis lors du MERS (2012), certains cas pédiatriques avaient abouti à la mort de l'enfant après un syndrome de détresse respiratoire aiguë, une insuffisance respiratoire et une défaillance multiviscérale,,. Sur cette base, en Chine, un plan d'urgence a été demandé par des experts pour les unités de soins intensifs néonatals, plan « principalement axé sur les critères de diagnostic et de sortie, le traitement, la prévention et les stratégies de contrôle ».
Les premiers consensus médicaux, guides de diagnostic et recommandations pédiatriques ont donc été publiés en Chine. Ils seront mis à jour au fur et à mesure de l'avancée des connaissances. Ils devront tenir compte des spécificités propres à chaque pays touché par la pandémie de Covid-19.
En France, les réseaux de santé périnatale ont activé des cellules de veille dans toutes les régions afin d'améliorer le recueil des données Covid chez la mère et le nouveau-né, élaborer des recommandations en tenant compte des préconisations émises par les sociétés savantes (Société Française de Néonatologie, Collège national des gynécologues et obstétriciens français…) et les Instituts de recherche (INSERM…), harmoniser les protocoles de détection, de suivi et de traitement des infections, soutenir les travaux en recherche clinique et accompagner les professionnels de santé pendant la pandémie et au-delà.
Dans les domaines de la recherche, une quinzaine d'études ont débuté en France autour des enfants ; recueil de données, enquêtes observationnelles… Le réseau national de recherche clinique pédiatrique Pedstart a mis en place une task-force pour regrouper l'ensemble des données sur les enfants contaminés par le virus SARS-CoV-2. La cohorte French Covid-19 initialement menée auprès d'adultes comporte désormais un volet pédiatrique pour analyser les caractéristiques cliniques de la maladie, les traitements et les tests biologiques mis sur le marché. Le groupe de pathologies infectieuses pédiatriques a créé une cohorte de suivi "Pandor" pour les enfants Covid.

### Recommandations, documents de consensus
- Fang F, Zhao D, Chen Y, et al. Recommendations for the diagnosis, prevention and control of the 2019 novel coronavirus infection in children (first interim edition) [Chinese]. Chinese Journal of Pediatrics. In press.
- Shen K, Yang Y Wang T, et al. Diagnosis, treatment, and prevention of 2019 novel coronavirus infection in children: experts' consensus statement. World J Pediatr. 2020. doi: 10.1007/s12519-020-00343-7